# Larry Fink
Laurence Douglas Fink  (Los Ángeles, 2 de noviembre de 1952) es un empresario multimillonario estadounidense. Es cofundador, presidente y director ejecutivo de BlackRock, la empresa de gestión de activos más grande del mundo,con más de 10 billones de dólares en activos bajo gestión.En abril de 2024, el patrimonio neto de Fink se estimó en 1.200 millones de dólares según Forbes.Es miembro de las juntas directivas del Consejo de Relaciones Exteriores y del Foro Económico Mundial.

## Biografía
Laurence Fink nació en el seno de una familia judía, en Los Ángeles (Estados Unidos) en 1952. En 1974 se graduó en Ciencias Políticas por la Universidad pública de California y en 1976 obtuvo el máster en administración de empresas MBA por la Anderson School of Management. Casado y con dos hijos, su hijo mayor, Joshua Fink, es gerente de Enso Capital.

## Trayectoria
Pronto inició su carrera en Wall Street, donde comenzó como corredor de bonos con la firma First Boston. Para 1980 es ya director gerente de la firma y juega un papel destacado en el mercado de Mortgage-backed security estadounidense. Más tarde Crédit Suisse compra First Boston. En 1988 Larry Fink y Robert S. Kapito socios de Blackstone decidieron crear el grupo hoy conocido como BlackRock.  En la década de los 90's abrió oficinas en Londres, Sídney, Hong Kong, Fráncfort del Meno, Milán y Dubái. En los años 2000 se extendió por San Francisco, París, Pekín, Bombay, Zúrich, Madrid, Moscú, México, D. F. y São Paulo, Brasil. Hoy en día, BlackRock es la empresa que más dinero gestiona en el mundo. Larry Fink ha sido nombrado uno de los "Mejores Líderes del Mundo" por Fortune, y Barron's le ha nombrado uno de los "Mejores CEO del Mundo" durante 14 años consecutivos. Actualmente Larry fink es miembro del Consejo de Administración de la Universidad de Nueva York (NYU) y del Foro Económico Mundial, y copresidente del Consejo de Administración del NYU Langone Medical Center. Además, forma parte de los consejos del Museo de Arte Moderno y del Consejo de Relaciones Exteriores. También forma parte del Consejo Asesor de la Escuela de Economía y Gestión de la Universidad de Tsinghua, en Pekín, y del Comité Ejecutivo de Partnership for New York City.

### Blackstonevs.BlackRock
En 1988, Fink se une a Blackstone, que crea la marca BlackRock. En 1992, BlackRock se convierte en una compañía independiente, siempre con Fink a la cabeza de la firma.

### Salario
En 2009 Fink recibió un salario de 22,65 millones de dólares. Sin embargo, en 2010, su salario base ascendió a 39,9 millones de dólares, aunque sus ingresos adicionales superaron los 2.500 millones de dólares.

### Carta anual
Desde 2015, Larry Fink publica en la página web de BlackRock cartas públicas dirigidas a los inversores y a los CEO del mundo. En la edición de 2018, titulada A Sense of Purpose, destacó la necesidad de que las empresas tuvieran un propósito corporativo, así como estrategias a largo plazo. Esta idea la retomó en 2019, en su carta Purpose & Profit, donde señaló la relación estrecha entre el propósito y el beneficio empresarial. En enero de 2020, Fink publicó su carta A Fundamental Reshaping of Finance, donde hizo hincapié en cómo el cambio climático redefinirá el capitalismo tal y como lo conocemos hoy en día.